# Dragon Blade - La battaglia degli imperi
Dragon Blade - La battaglia degli imperi (Tiān Jiàng Xióng Shī) è un film del 2015 diretto da Daniel Lee.

## Trama
Anno 48 a.C.. Una compagnia di sicurezza in Cina (governata dalla dinastia Han), chiamata Squadra di Protezione della Via della Seta, è incaricata di promuovere la pace impedendo le guerre nel miglior modo possibile. Huo An, un generale della dinastia, riesce con successo ad impedire una battaglia tra Indiani e Unni. Il gruppo ritorna nella loro città natale senza nome, dove Xin Qing, la moglie di Huo An (di discendenza uigura) lavora come insegnante per orfani. Il governo, però, scopre che qualcuno del gruppo è stato corrotto, e tutti i membri della squadra vengono mandati ai lavori di ricostruzione di una fortezza in rovina, chiamata Porta delle Oche Selvatiche. Il gruppo, arrivato lì, renderà omaggio ad un generale cinese caduto, lo stesso che li aveva salvati dalla schiavitù, essendo essi schiavi di discendenza unnica.
Poco dopo, la fortezza viene minacciata da un'armata nemica, che si rivelerà essere una legione romana, in cerca di cibo e acqua, e dopo un duello tra Huo An e il generale nemico Lucio, terminato in parità, quest'ultimo promette di non attaccare la fortezza in cambio di ospitalità. L'incredibile capacità ingegneristica dei legionari manda avanti i lavori di costruzione ad una velocità tale da rendere contenti gli abitanti della fortezza, divisi in etnie tra cui Cinesi, Unni, Uiguri e Turchi. Huo An ricambia il favore inviando uomini ad assistere gli inviati diplomatici di Lucio che hanno intenzione di dirigersi verso l'Impero partico. Viene tenuta una celebrazione, e Huo An viene nominato centurione ad honorem (cioè onorario).
Lucio rivela che lui e Publio sono in fuga da Tiberio, fratello di Publio, un soldato corrotto che in passato assassinò loro padre, un console romano, e accecò Publio in modo che Tiberio potesse diventare console. Mentre Tiberio si avvicina, alla testa di 100'000 soldati, Huo An insiste ad aiutare Lucio, precisando che Tiberio sta minacciando la Via della Seta ad ogni modo. Poco dopo, mentre Huo An si allontana per trovare dei rinforzi, il membro del gruppo corrotto manda dei soldati cinesi per assassinare Xin Qing e attaccare la Porta delle Oche Selvatiche. La legione è imprigionata nella città commerciale di Kroran (non cinese), dove Tiberio ha scelto di accamparsi. Lo stesso Tiberio riesce ad assassinare Publio, che già era caduto in disgrazia.
Huo An e i pochi soldati cinesi rimasti fedeli s'incamminano verso Kroran; lì, dopo aver finto una resa, si infiltrano e distruggono le gabbie dove sono imprigionati i legionari romani. Huo An in persona irrompe nella cella speciale d'isolamento dove si trova Lucio, ma mentre tenta inutilmente di liberarlo, scoppia un incendio, costringendo Lucio a chiedere a Huo An di "portarlo a casa", e Huo An lo uccide con una freccia, risparmiandogli l'agonia di venire arso vivo. Huo An comanda così i suoi soldati a cui si affiancano i legionari romani per combattere quelli di Tiberio, e, durante la battaglia, le armate di molte altre nazioni arrivano a fianco di Huo An, inclusi indiani, Han, uiguri e turchi, tutti determinati a proteggere la Via della Seta, ma neanche questi rinforzi bastano a distruggere il nemico. A dare il colpo di grazia intervengono i parti, che, avendo in precedenza segnato un trattato speciale con il padre di Publio e volendo quindi vendicare la sua memoria, arrivano in soccorso di Huo An con un enorme esercito. Ben presto, i soldati di Tiberio perdono la loro volontà di combattere e vengono decimati, e Huo An uccide Tiberio in combattimento.
Saputo del coraggio della legione di Lucio, l'imperatore della Cina gli dà il diritto di stabilirsi in una città tutto loro, che verrà nominata Regum dai legionari, che scelgono Huo An come loro comandante; da parte sua Huo An onora il generale cinese Huo Qibing, morto in battaglia, riportando nella città l'altare rubato. Col passare dei secoli, la città di Regum scompare dalla memoria della gente; nel presente, però, si vede una squadra di archeologi asioamericani che scoprono il sito della città, trovandovi delle iscrizioni scritte in cinese e in latino.

## Produzione e distribuzione
Il film è uscito nei seguenti paesi:
| Paese       | Testo del titolo |
| ----------- | ---------------- |
| Taiwan      | 18 febbraio 2015 |
| Cina        | 19 febbraio 2015 |
| Hong Kong   | 12 marzo 2015    |
| Stati Uniti | 4 settembre 2015 |
| Italia      | 30 giugno 2016   |

## Accoglienza

### Incassi
Dragon Blade è stato un successo al botteghino in Cina, con un incasso di $18.7 milioni nel suo giorno d'esordio e arrivando a $33 milioni il 22 febbraio (arrivando a un totale di $54.8 milioni), il tutto da 132,874 volte d'ingresso in tutti i cinema tutti i giorni e 8.14 milioni di spettatori. Nella sua settimana d'esordio, il film è arrivato a $72 milioni. Nel fine settimana successivo, il film ha perso il 19% dei suoi incassi, arrivando a $45.9 milioni e finendo al terzo posto nella classifica del botteghino, preceduto da From Vegas to Macau II e L'ultimo lupo. Il 15 marzo 2015, Dragon Blade ha raggiunto un totale di $120 milioni nella sola Cina.

### Critica
Dragon Blade ha ricevuto un'accoglienza mista, tuttavia favorita da sequenze di battaglie su larga scala ben fatte, dal design di produzione, e dall'insieme di stili di Hollywood e del cinema asiatico orientale. Sul sito web Rotten Tomatoes, il film detiene un indice di gradimento del 34% e un voto medio di 4.3/10. Stando al consenso del sito "Dragon Blade possiede ambientazioni e coreografie davvero belle, ma il cast, pieno di talento, è superato da una storia fragile e da una sceneggiatura maldestra."
Maggie Lee della rivista Variety ha apprezzato il film per i suoi dettagli tecnici, e lo ha considerato "un film d'intrattenimento colossale con una tecnica solida e punti intelligenti di storia". Clarence Tsui di The Hollywood Reporter ha complimentato il film per la sua qualità nella sceneggiatura per una produzione nata in Cina.
IGN lo ha votato con un 6/ 10, dichiarando: "la storia è scarna, ma Dragon Blade ha delle ottime scene di battaglia grazie alla regia d'azione di Jackie Chan." Gabriel Chong di MovieXclusive.com ha invece considerato il film "veramente orribile sotto ogni aspetto", criticando le prestazioni nel cast e l'inconsistente cambio di tono, dichiarando: "Di fatto, Dragon Blade è un disastro spettacolare, non solo dalla sua stella ma anche dal suo regista, e semmai conferma ulteriormente che le carriere un tempo promettenti delle star di Hollywood John Cusack e Adrien Brody stanno andando alla maniera di Nicolas Cage".
Anche i media indiani sono stati negativi nei confronti del film. Venky Vembu di The Hindu lo ha considerato "un film propagandistico cinese", criticandone i messaggi subliminali e disapprovandone le caratterizzazioni, scrivendo: "Ho visto il film in 3D, ma data la natura bidimensionale dei personaggi, non penso che la terza D avrebbe ulteriormente migliorato la mia esperienza visiva." IANS lo ha persino considerato come "una tortura cinese", ma l'ha apprezzato per la sua coreografica dinamica e le prestazioni di Jackie Chan nei panni del generale cinese Huo An: "Con ampi filmati in azione e scene emotive, [Huo An] è uno dei migliori personaggi che Chan ha interpretato negli ultimi anni."